# Vialle de Grillon
Le Vialle de Grillon, est un ensemble de bâtiments, dans le centre historique du village de Grillon, dans le département de Vaucluse. 

## Histoire
Le Vialle de Grillon est le quartier originel et historique du village, datant du Moyen Âge. Il est situé au sommet d'une colline, dominant la vallée du Lez. 
Le dossier de protection du site, alors en ruine, est lancé en 1971 par Georges-Henri Pingusson, architecte, en vacances dans la région. Il n'aboutira à l'inscription au titre des monuments historiques que le 7 septembre 1978, peu de temps avant le décès de son initiateur. Durant cette période, Georges-Henri Pingusson a réhabilité les habitations, créant ainsi 18 logements HLM.

## Construction
Cet ensemble immobilier est composé de quatre maisons, dont la maison des Trois arcs, la maison du Boulanger et la maison Milon, restructurée en une bibliothèque municipale, et d'un beffroi, datant des XIVe siècle - XVIe siècle - XVIIIe siècle - XIXe siècle.

## À voir aussi